# Lliga de Campions de l'EHF masculina
|  | Aquest article és sobre la competició masculina. Per a la competició femenina, vegeu Lliga de Campions de l'EHF femenina |

La Lliga de Campions de l'EHF (en anglès: EHF Champions League), anomenada anteriorment Copa d'Europa d'Handbol entre 1956 i 1993, és una competició esportiva de clubs europeus d'handbol, creada la temporada 1956-57. De caràcter anual, està organitzada per la Federació Europea d'Handbol. Com a la majoria de competicions europees, en els seus inicis la disputaven només els campions de les diferents lligues nacionals. Amb la reorganització de les competicions europees a principis de la dècada del 2010, hi participen els diversos clubs d'aquelles lligues amb millor coeficient de rànquing de l'EHF. La competició s'organitzen en dos grups de vuit equips cadascun i disputen una primera fase en format de lligueta a doble partit. Els dos primers classificats disputen directament els quarts de finals, mentre que del tercer al sisè classificat disputen una fase prèvia de playofffs que determina els quatre quart finalistes restants. Els semifinalistes disputen una fase final en format de final four en una seu neutral, que des de l'any 2010 es disputa al Lanxess-Arena de Colònia.
Històricament, la competició ha estat dominada per equips alemanys i de l'Europa de l'Est. A partir de la dècada del 1990 amb la nova denominació de la competició, el dominador del torneig és el Futbol Club Barcelona (1991, 1996-2000, 2005, 2011, 2015, 2021, 2022, 2024) amb dotze títols, seguit del VfL Gummersbach (1967, 1970, 1971, 1974, 1983) amb cinc i el THW Kiel (2007, 2010, 2012, 2020) i l'Sportclub Magdeburg (1978, 1981, 2002, 2023), amb quatre respectivament.

## Historial

### Copa d'Europa de l'EHF
| En negreta = Equip guanyador (1) = Nombre de títols 1-1 = Marcador campió-subcampió (prò.) = Pròrroga (p.) = Penals Nota: Noms dels equips segons l'època |

| Edició                                                                            | Temp.   | Data       | Campió                      | Resultat           | Subcampió                | Seu                         | refs          |
| --------------------------------------------------------------------------------- | ------- | ---------- | --------------------------- | ------------------ | ------------------------ | --------------------------- | ------------- |
| I                                                                                 | 1956-57 | 09-03-1957 | Dukla Praga (1)             | 21-13              | Örebro SK                | París                       |               |
| no es disputà la temporada 1957-58 degut a la celebració del Campionat del Món    |         |            |                             |                    |                          |                             |               |
| II                                                                                | 1958-59 | 18-04-1959 | Redbergslids IK (1)         | 18-13              | Frisch Auf Göppingen     | París                       |               |
| III                                                                               | 1959-60 | 12-03-1960 | Frisch Auf Göppingen (1)    | 18-13              | AGF Aarhus               | París                       |               |
| no es disputà la temporada 1960-61 degut a la celebració del Campionat del Món    |         |            |                             |                    |                          |                             |               |
| IV                                                                                | 1961-62 | 07-04-1962 | Frisch Auf Göppingen (2)    | 13-11              | Partizan Bjelovar        | París                       |               |
| V                                                                                 | 1962-63 | 06-04-1963 | Dukla Praga (2)             | 15-13 (pro.)       | Dinamo de Bucarest       | París                       |               |
| no es disputà la temporada 1963-64 degut a la celebració del Campionat del Món    |         |            |                             |                    |                          |                             |               |
| VI                                                                                | 1964-65 | 04-04-1965 | Dinamo de Bucarest (1)      | 13-11              | Medveščak Zagreb         | Lió                         |               |
| VII                                                                               | 1965-66 | 22-04-1966 | SC DHfK Leipzig (1)         | 16-14              | Budapest Honvéd          | París                       |               |
| VIII                                                                              | 1966-67 | 28-04-1967 | VfL Gummersbach (1)         | 17-13              | Dukla Praha              | Westfalenhalle, Dortmund    |               |
| IX                                                                                | 1967-68 | 06-04-1968 | Steaua de Bucarest (1)      | 13-11              | Dukla Praga              | Frankfurt del Main          |               |
| no es disputà la temporada 1968-69 degut a la invasió soviètica de Txecoslovàquia |         |            |                             |                    |                          |                             |               |
| X                                                                                 | 1969-70 | 26-04-1970 | VfL Gummersbach (2)         | 14-11              | Dynamo Berlin            | Westfalenhalle, Dortmund    |               |
| XI                                                                                | 1970-71 | 02-04-1971 | VfL Gummersbach (3)         | 17-16              | Steaua de Bucarest       | Westfalenhalle, Dortmund    |               |
| XII                                                                               | 1971-72 | 19-02-1972 | Partizan Bjelovar (1)       | 19-14              | VfL Gummersbach          | Westfalenhalle, Dortmund    |               |
| XIII                                                                              | 1972-73 | 07-04-1973 | MAI Moscou (1)              | 26-23              | Partizan Bjelovar        | Westfalenhalle, Dortmund    |               |
| XIV                                                                               | 1973-74 | 21-04-1975 | VfL Gummersbach (4)         | 19-17              | MAI Moscou               | Westfalenhalle, Dortmund    |               |
| XV                                                                                | 1974-75 | 13-04-1975 | ASK Frankfurt/Oder (1)      | 19-17              | Borac Banja Luka         | Westfalenhalle, Dortmund    |               |
| XVI                                                                               | 1975-76 | 11-04-1976 | Borac Banja Luka (1)        | 17-15              | Fredericia KFUM          | Dvorana Borik, Banja Luka   |               |
| XVII                                                                              | 1976-77 | 22-04-1977 | Steaua de Bucarest (2)      | 21-20              | CSKA Moscou              | Glaspalast, Sindelfingen    |               |
| XVIII                                                                             | 1977-78 | 22-04-1978 | SC Magdeburg (1)            | 28-22              | Śląsk Wrocław            | Magdeburg                   |               |
| XIX                                                                               | 1978-79 | N/D        | TV Großwallstadt (1)        | 14-10 / 18-16      | Empor Rostock            | Múnic / Rostock             | [ 3 ]         |
| XX                                                                                | 1979-80 | 30-04-1980 | TV Großwallstadt (2)        | 21-12              | Valur                    | Olympiahalle, Múnic         | [ 4 ]         |
| XXI                                                                               | 1980-81 | N/D        | SC Magdeburg (2)            | 25-23 / 29-18      | Slovan Ljubljana         | Ljubljana / Magdeburg       | [ 5 ]         |
| XXII                                                                              | 1981-82 | N/D        | Budapest Honvéd (1)         | 25-16 / 18-24      | TSV St. Otmar St. Gallen | Budapest / Herisauer        | [ 6 ]         |
| XXIII                                                                             | 1982-83 | N/D        | VfL Gummersbach (5)         | 15-19 / 13-14      | CSKA Moscou              | Moscou / Dortmund           | [ 7 ]         |
| XXIV                                                                              | 1983-84 | N/D        | Dukla Praga (3)             | 21-17 / 21-17 (p.) | RK Metaloplastika Šabac  | Praga / Šabac               | [ 8 ]         |
| XXV                                                                               | 1984-85 | N/D        | RK Metaloplastika Šabac (1) | 19-12 / 20-30      | Atlétic de Madrid        | Šabac / Madrid              | [ 9 ]         |
| XXVI                                                                              | 1985-86 | N/D        | RK Metaloplastika Šabac (2) | 29-24 / 30-23      | Wybrzeże Gdańsk          | Gdańsk / Šabac              | [ 10 ]        |
| XXVII                                                                             | 1986-87 | N/D        | SKA Minsk (1)               | 32-24 / 25-30      | Wybrzeże Gdańsk          | Minsk / Gdańsk              |               |
| XXVIII                                                                            | 1987-88 | N/D        | CSKA Moscou (1)             | 18-15 / 21-18      | TuSEM Essen              | Moscou / Essen              |               |
| XXIX                                                                              | 1988-89 | N/D        | SKA Minsk (2)               | 30-24 / 37-23      | Steaua de Bucarest       | Bucarest / Minsk            |               |
| XXX                                                                               | 1989-90 | N/D        | SKA Minsk (3)               | 26-21 / 29-27      | FC Barcelona             | Minsk / Barcelona           | [ 11 ] [ 12 ] |
| XXXI                                                                              | 1990-91 | N/D        | FC Barcelona (1)            | 23-21 / 20-17      | Proleter Zrenjanin       | Zrenjanin / Barcelona       | [ 13 ] [ 14 ] |
| XXXII                                                                             | 1991-92 | N/D        | Badel 1862 Zagreb (1)       | 22-20 / 18-28      | TEKA Santander           | Zagreb / Santander          |               |
| XXXIII                                                                            | 1992-93 | N/D        | Badel 1862 Zagreb (2)       | 22-17 / 22-18      | SG Wallau-Massenheim     | Zagreb / Frankfurt del Main |               |

### Lliga de Campions de l'EHF
| Edició  | Temp.   | Campió                    | Resultat      | Subcampió              | Seu                     | refs          |
| ------- | ------- | ------------------------- | ------------- | ---------------------- | ----------------------- | ------------- |
| XXXIV   | 1993-94 | TEKA Santander (1)        | 22-22 / 23-21 | ABC Braga              | Braga / Santander       | [ 15 ] [ 16 ] |
| XXXV    | 1994-95 | Elgorriaga Bidasoa (1)    | 30-20 / 27-26 | Badel 1862 Zagreb      | Irun / Zagreb           |               |
| XXXVI   | 1995-96 | FC Barcelona (2)          | 23-15 / 23-23 | Elgorriaga Bidasoa     | Barcelona / Irun        | [ 17 ]        |
| XXXVII  | 1996-97 | FC Barcelona (3)          | 31-22 / 23-30 | Badel 1862 Zagreb      | Barcelona / Zagreb      | [ 17 ]        |
| XXXVIII | 1997-98 | FC Barcelona (4)          | 28-18 / 22-28 | Badel 1862 Zagreb      | Barcelona / Zagreb      | [ 17 ]        |
| XXXIX   | 1998-99 | FC Barcelona (5)          | 22-22 / 29-18 | Badel 1862 Zagreb      | Zagreb / Barcelona      | [ 17 ]        |
| XL      | 1999-00 | FC Barcelona (6)          | 28-25 / 29-24 | THW Kiel               | Kiel / Barcelona        | [ 17 ]        |
| XLI     | 2000-01 | Portland San Antonio (1)  | 30-24 / 25-22 | FC Barcelona           | Pamplona / Barcelona    |               |
| XLII    | 2001-02 | SC Magdeburg (3)          | 23-21 / 30-25 | MKB Veszprém           | Veszprém / Magdeburg    |               |
| XLIII   | 2002-03 | Montpellier HB (1)        | 27-19 / 31-19 | Portland San Antonio   | Pamplona / Montpeller   |               |
| XLIV    | 2003-04 | Celje Pivovarna Laško (1) | 34-28 / 30-28 | SG Flensburg-Handewitt | Celje / Flensburg       |               |
| XLV     | 2004-05 | FC Barcelona Cifec (7)    | 28-27 / 29-27 | BM Ciudad Real         | Ciudad Real / Barcelona | [ 18 ]        |
| XLVI    | 2005-06 | BM Ciudad Real (1)        | 19-25 / 37-28 | Portland San Antonio   | Pamplona / Ciudad Real  | [ 19 ]        |
| XLVII   | 2006-07 | THW Kiel (1)              | 28-28 / 29-27 | SG Flensburg-Handewitt | Flensburg / Kiel        |               |
| XLVIII  | 2007-08 | BM Ciudad Real (2)        | 27-29 / 25-31 | THW Kiel               | Ciudad Real / Kiel      | [ 20 ]        |
| XLIX    | 2008-09 | BM Ciudad Real (3)        | 34-39 / 33-27 | THW Kiel               | Kiel / Ciudad Real      | [ 21 ]        |

### Lliga de Campions de l'EHF amb Final Four
A partir de la temporada 2009-2010, el format de la competició incorporà una Final Four en comptes de les semifinals i finals a doble partit i als pavellons dels equips en qüestió com fins aleshores. Totes les Final Four s'han disputat al pavelló Lanxess-Arena de Colònia.
| Edició | Temp.   | Data       | Final                      | Final           | Final                   | Final                                  |                     | Semi-finalistes     | Semi-finalistes | refs |
| Edició | Temp.   | Data       | Campió                     | Resultat        | Subcampió               | MVP Final Four                         | Tercer              | Quart               |                 | refs |
| L      | 2009-10 | 30-05-2010 | THW Kiel (2)               | 36-34           | FC Barcelona Borges     | —                                      | BM Ciudad Real      | Txekhovskie Medvedi |                 |      |
| LI     | 2010-11 | 29-05-2011 | FC Barcelona Borges (8)    | 27-24           | Renovalia Ciudad Real   | —                                      | HSV Hamburg         | Rhein-Neckar Lowen  |                 |      |
| LII    | 2011-12 | 27-05-2012 | THW Kiel (3)               | 26-21           | BM Atlético de Madrid   | —                                      | AG Kobenhavn        | Füchse Berlin       |                 |      |
| LIII   | 2012-13 | 02-06-2013 | HSV Hamburg (1)            | 30-29           | FC Barcelona Intersport | —                                      | KS Kielce           | THW Kiel            | [ 23 ]          |      |
| LIV    | 2013-14 | 01-06-2014 | SG Flensburg-Handewitt (1) | 30-28           | THW Kiel                | Aron Pálmarsson (Kiel)                 | FC Barcelona        | MKB Veszprém        |                 |      |
| LV     | 2014-15 | 31-05-2015 | FC Barcelona (9)           | 28-23           | MKB Veszprém            | Nikola Karabatić (FCB)                 | KS Kielce           | THW Kiel            | [ 24 ]          |      |
| LVI    | 2015-16 | 29-05-2016 | KS Kielce (1)              | 35-35 (4-3, p.) | MKB Veszprém            | Aron Pálmarsson (Veszprém)             | Paris Saint-Germain | THW Kiel            |                 |      |
| LVII   | 2016-17 | 04-06-2017 | RK Vardar (1)              | 24-23           | Paris Saint-Germain     | Arpad Šterbik (Vardar)                 | MKB Veszprém        | FC Barcelona        |                 |      |
| LVIII  | 2017-18 | 27-05-2018 | Montpellier HB (2)         | 32-26           | HBC Nantes              | Diego Simonet (Montpellier)            | RK Vardar           | Paris Saint-Germain |                 |      |
| LIX    | 2018-19 | 02-06-2019 | RK Vardar (2)              | 27-24           | Telekom Veszprém        | Igor Karačić (Vardar)                  | FC Barcelona        | KS Kielce           |                 |      |
| LX     | 2019-20 | 29-12-2020 | THW Kiel (4)               | 33-28           | FC Barcelona            | Hendrik Pekeler (Kiel)                 | Paris Saint-Germain | Telekom Veszprém    | [ 25 ]          |      |
| LXI    | 2020-21 | 13-06-2021 | FC Barcelona (10)          | 36-23           | Aalborg Håndbold        | Gonzalo Pérez de Vargas (FCB)          | Paris Saint-Germain | HBC Nantes          | [ 26 ]          |      |
| LXII   | 2021-22 | 19-06-2022 | FC Barcelona (11)          | 32-32 (5-3, p.) | KS Kielce               | Artsem Karalek (Kielce)                | THW Kiel            | Telekom Veszprém    | [ 27 ]          |      |
| LXIII  | 2022-23 | 18-06-2023 | SC Magdeburg (4)           | 30-29           | KS Kielce               | Gísli Þorgeir Kristjánsson (Magdeburg) | FC Barcelona        | Paris Saint-Germain | [ 28 ]          |      |
| LXIV   | 2023-24 | 09-06-2024 | FC Barcelona (12)          | 31-30           | Aalborg Håndbold        | Melvyn Richardson (FCB)                | SC Magdeburg        | THW Kiel            |                 |      |
| LXV    | 2024-25 | 15-06-2025 | SC Magdeburg (5)           | 32-26           | Füchse Berlin           | Gísli Þorgeir Kristjánsson (Magdeburg) |                     | HBC Nantes          | FC Barcelona    |      |

## Palmarès
| Equip                         | Campió | Subcampió | Finals | Final Fours | Anys campió                                                                                                | Anys subcampió                              |
| ----------------------------- | ------ | --------- | ------ | ----------- | --- | ------------------------------------------- |
| Futbol Club Barcelona         | 12     | 5         | 17     | 13          | 1990-91, 1995-96, 1996-97, 1997-98, 1998-99, 1999-00, 2004-05, 2010-11, 2014-15, 2020-21, 2021-22, 2023-24 | 1989-90, 2000-01, 2009-10, 2012-13, 2019-20 |
| VfL Gummersbach               | 5      | 1         | 6      | 0           | 1966-67, 1969-70, 1970-71, 1973-74, 1982-83                                                                | 1971-72                                     |
| Sportclub Magdeburg           | 5      | 0         | 5      | 3           | 1977-78, 1980-81, 2001-02, 2022-23, 2024-25                                                                | —                                           |
| THW Kiel                      | 4      | 4         | 8      | 9           | 2006-07, 2009-10, 2011-12, 2019-20                                                                         | 1999-00, 2007-08, 2008-09, 2013-14          |
| Dukla Praga                   | 3      | 2         | 5      | 0           | 1956-57, 1962-63, 1983-84                                                                                  | 1966-67, 1967-68                            |
| Balonmano Ciudad Real         | 3      | 2         | 5      | 2           | 2005-06, 2007-08, 2008-09                                                                                  | 2004-05, 2010-11                            |
| SKA Minsk                     | 3      | 0         | 3      | 0           | 1986-87, 1988-89, 1989-90                                                                                  | —                                           |
| Rukometni klub Zagreb         | 2      | 4         | 6      | 0           | 1991-92, 1992-93                                                                                           | 1994-95, 1996-97, 1997-98, 1998-99          |
| CSA Steaua București          | 2      | 2         | 4      | 0           | 1967-68, 1976-77                                                                                           | 1970-71, 1988-89                            |
| Frisch Auf Göppingen          | 2      | 1         | 3      | 0           | 1959-60, 1961-62                                                                                           | 1958-59                                     |
| RK Metaloplastika             | 2      | 1         | 3      | 0           | 1984-85, 1985-86                                                                                           | 1983-84                                     |
| TV Großwallstadt              | 2      | 0         | 2      | 0           | 1978-79, 1979-80                                                                                           | —                                           |
| Montpellier Handball          | 2      | 0         | 2      | 1           | 2002-03, 2017-18                                                                                           | —                                           |
| Rakometniot Klub Vardar       | 2      | 0         | 2      | 3           | 2016-17, 2018-19                                                                                           | —                                           |
| Rukometni Klub Bjelovar       | 1      | 2         | 3      | 0           | 1971-72 | 1961-62, 1972-73                            |
| CSKA Moscou                   | 1      | 2         | 3      | 0           | 1987-88 | 1976-77, 1982-83                            |
| Portland San Antonio          | 1      | 2         | 3      | 0           | 2000-01 | 2002-03, 2005-06                            |
| SG Flensburg-Handewitt        | 1      | 2         | 3      | 1           | 2013-14 | 2003-04, 2006-07                            |
| Klub Sportowy Kielce          | 1      | 2         | 3      | 6           | 2015-16 | 2021-22, 2022-23                            |
| CS Dinamo București           | 1      | 1         | 2      | 0           | 1964-65 | 1962-63                                     |
| MAI Moscou                    | 1      | 1         | 2      | 0           | 1972-73 | 1973-74                                     |
| FK Borac Banja Luka           | 1      | 1         | 2      | 0           | 1975-76 | 1974-75                                     |
| SC Budapest Honvéd            | 1      | 1         | 2      | 0           | 1981-82 | 1965-66                                     |
| Club Balonmano Cantabria      | 1      | 1         | 2      | 0           | 1993-94 | 1991-92                                     |
| Club Deportivo Bidasoa        | 1      | 1         | 2      | 0           | 1994-95 | 1995-96                                     |
| Redbergslids IK               | 1      | 0         | 1      | 0           | 1958-59 | —                                           |
| ASK Frankfurt/Oder            | 1      | 0         | 1      | 0           | 1974-75 | —                                           |
| SC DHfK Leipzig               | 1      | 0         | 1      | 0           | 1965-66 | —                                           |
| Rokometni klub Celje          | 1      | 0         | 1      | 0           | 2003-04 | —                                           |
| Handball Sport Verein Hamburg | 1      | 0         | 1      | 2           | 2012-13 | —                                           |
| Veszprém KSE                  | 0      | 4         | 4      | 7           | — | 2001-02, 2014-15, 2015-16, 2018-19          |
| Aalborg Håndbold              | 0      | 2         | 2      | 2           | — | 2020-21, 2023-24                            |
| Örebro SK                     | 0      | 1         | 1      | 0           | — | 1956-57                                     |
| Århus Gymnastikforening       | 0      | 1         | 1      | 0           | — | 1959-60                                     |
| Dinamo de Bucarest            | 0      | 1         | 1      | 0           | — | 1962-63                                     |
| KHL Medveščak Zagreb          | 0      | 1         | 1      | 0           | — | 1964-65                                     |
| Berliner Fußball-Club Dynamo  | 0      | 1         | 1      | 0           | — | 1969-70                                     |
| Fredericia KFUM               | 0      | 1         | 1      | 0           | — | 1975-76                                     |
| Śląsk Wrocław                 | 0      | 1         | 1      | 0           | — | 1977-78                                     |
| Handballclub Empor Rostock    | 0      | 1         | 1      | 0           | — | 1978-79                                     |
| Atlètic de Madrid             | 0      | 1         | 1      | 0           | — | 1984-85                                     |
| BM Atlético de Madrid         | 0      | 1         | 1      | 1           | — | 2011-12                                     |
| Paris Saint-Germain           | 0      | 1         | 1      | 6           | — | 2016-17                                     |
| Handball Club de Nantes       | 0      | 1         | 1      | 3           | — | 2017-18                                     |
| Füchse Berlin                 | 0      | 1         | 1      | 1           | — | 2024-25                                     |